# SF Express
SF Express (nome completo SF Express (Group) Co., Ltd.) è una multinazionale cinese attiva nel settore dei servizi di consegna e logistica con sede a Shenzhen. È il secondo corriere più grande della Cina e fornisce consegne espresso nazionali e internazionali. SF Express ha una flotta di 50 aerei cargo, tra cui 27 B757, 17 B737, cinque B767 e un B747 cargo, che sono di proprietà della sua controllata la SF Airlines. Nel 2018 ha trasportato circa 2 milioni di tonnellate di merci, dall'inizio delle sue operazioni nel 2009.
La società madre di SF Express, SF Holding è quotata alla Borsa di Shenzhen ed è un componente dell'indice SZSE 100.

## Storia

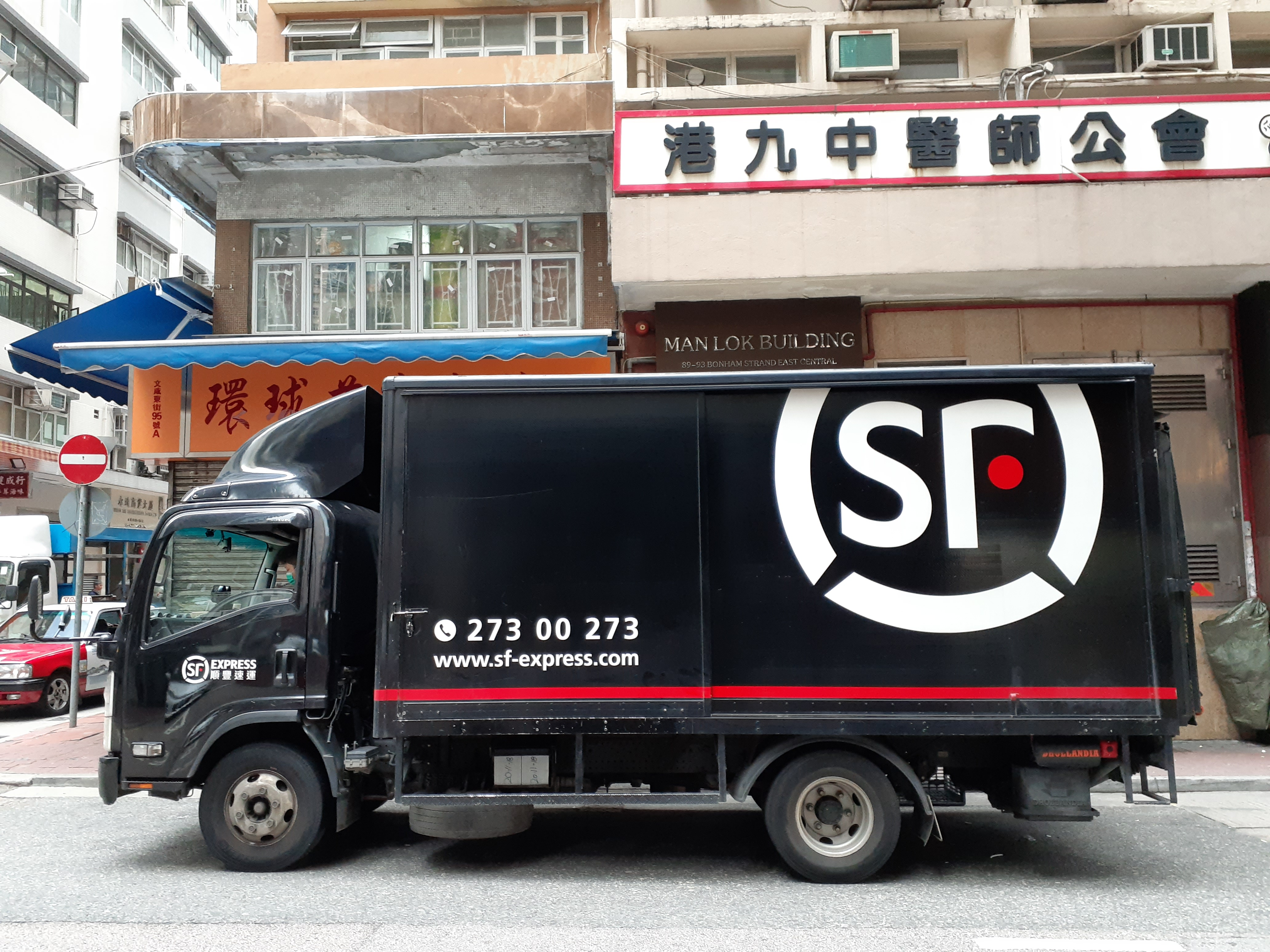
Furgone della SF Express

SF Express fu lanciata nel 1993 e fu la prima società ad offrire consegne di pacchi tra Hong Kong e la provincia del Guangdong. L'azienda fu fondata dall'imprenditore Wang Wei, il quale approfittando di una zona grigia legale, creò un'impresa dedita ai servizi di consegna che fino ad allora, erano stati un monopolio delle poste cinesi.
Nel gennaio 2010, SF Airlines lanciò servizi cargo di linea con 41 aeromobili per fornire servizi come consegne diurne e mattutine. Nel luglio 2017, SF Express utilizzò la quotazione backdoor per iniziare a fare trading sulla Borsa di Shenzhen, che incluse uno scambio di asset con la Maanshan Dintai Rare Earth & New Materials Co. mentre il 12 luglio dello stesso anno, la società fu aggiunta all'indice SZSE 100.
Nel febbraio 2019, SF Express acquisì le attività della catena di fornitura in Cina, Hong Kong e Macao da DHL. SF Express gestisce una delle più grandi reti di network di armadietti self-service a Hong Kong con 939 chioschi nell'ottobre 2020.